# المصبحي (ريمة)

تعديل مصدري - تعديل

قرية المصبحي هي إحدى قرى عزلة بني الضبيبي الواقعة ضمن
مديرية الجبين التابعة لمحافظة ريمة،
بلغ تعداد سكانها (2043) نسمة حسب تعداد اليمن لعام 2004.

## المحلات التابعة للقرية
| - المودع - معصون - الحنسه - الحطم - نشمه - السورة - سور - عقشان - البلسه - الحضحض - القرية - الحسى - الجوره - الظهار - الدار - القبل | - مغربة القبل - تبرعين - الباعر - القصود - المدرك - الرزح - الصافحه - الجحره - الدريمه - الثجه - الموطن - ديمون - الضبور - سيطح |

## روابط خارجية
- الدليل الشامــل